# Elisabeth Amalia av Hessen-Darmstadt
Elisabeth Amalie av Hessen-Darmstadt, född 1635, död 1709, var kurfurstinna av Pfalz. Hon var dotter till Georg II av Hessen-Darmstadt och Sofia Eleonora av Sachsen och gift 1653 med kurfurst Filip Wilhelm av Pfalz-Neuburg.

## Biografi
Elisabeth Amalie fick en strikt luthersk uppfostran men konverterade till katolicismen kort före sitt äktenskap. Hon beskrivs som en skönhet - hennes blonda hår var särskilt uppmärksammat - och äktenskapet ansågs vara mycket lyckligt. Makarna grundade många kyrkor och kloster. Wilhelm Nakatenus dedicerade Das Himmlisch Palm-Gärtlein till henne.

## Barn
Elisabeth Amalie hade 17 barn, bland andra
1. Johan Wilhelm av Pfalz-Neuburg kurfurste 1690–1716
2. Karl Filip av Pfalz-Neuburg kurfurste 1716–1742
3. Eleonora av Pfalz-Neuburg, 1655–1720, tysk-romersk kejsarinna
4. Maria Sofia av Neuburg, 1666–1699, drottning av Portugal
5. Maria Anna av Neuburg, 1667–1740, drottning av Spanien
6. Dorothea Sofia av Neuburg, 1670–1748, hertiginna av Parma
7. Hedvig Elisabeth Amalia av Pfalz-Neuburg, född 1673, död 1722. Gift med Jakob Sobieski (son till Polens kung Jan Sobieski).